# Nortt
Nortt es una banda danesa de funeral doom y ambient black metal formada en 1995, con gran presencia de black ambient en sus trabajos. La particularidad de esta banda es que está formada por un solo miembro, que se autodenomina Nortt (su verdadero nombre se desconoce), quien describe su música como "pure depressive black funeral doom metal".

## Sonido, líricas y estética
En cuanto a las letras y estética (tales como el corpsepaint o pintura cadavérica en español) se asemejan al black metal, mientras que el sonido de su música es más cercano al doom metal. En su web oficial, Nortt revela una fascinación por la oscuridad, la noche, el nihilismo, la soledad, la miseria, y la muerte.

## Formación
- Nortt (nombre real desconocido) – voz, guitarra, bajo, batería y teclados

## Discografía
| Año  | Formato musical | Título                       | Sello discográfico      |
| ---- | --------------- | ---------------------------- | ----------------------- |
| 1997 | Demo            | Nattetale                    | auto-producción         |
| 1998 | Demo            | Døden...                     | auto-producción         |
| 1999 | Demo            | Graven                       | auto-producción         |
| 2002 | EP              | Hedengang                    | Sombre Records          |
| 2003 | Compilación     | Mournful Monuments 1998-2002 | Sonzai Records          |
| 2004 | Álbum           | Gudsforladt                  | Diehard Bloodline       |
| 2004 | Split           | Xasthur/Nortt                | Total Holocaust Records |
| 2005 | Álbum           | Ligfærd                      | Total Holocaust Records |
| 2008 | Álbum           | Galgenfrist                  | Avantgarde Music        |
| 2017 | Álbum           | Endeligt                     | Avantgarde Music        |
| 2025 | Álbum           | Dødssang                     | Avantgarde Music        |